# 85 هـ
85 هـ هي سنة في التقويم الهجري امتدت مقابلةً في التقويم الميلادي بين سنتي 704 و705.

## مواليد
- شعبة بن الحجاج
- ابن إسحاق - عالم ومحدث ومؤرخ عربي.

## وفيات
- عطية بن عمرو العنبري
- موسى بن عبد الله بن خازم
- عبد الرحمن بن الأشعث
- عبد الله بن عامر بن ربيعة
- عزة الكنانية
- الأقيبل القيني
- عبد العزيز بن مروان